# NGC 6521A
NGC 6521A (другие обозначения — MCG 10-25-121, ZWG 300.98, ZWG 301.4, PGC 61141) — спиральная галактика (Sc) в созвездии Дракон.
Этот объект не входит в число перечисленных в оригинальной редакции «Нового общего каталога» и был добавлен позднее.